# Operador móvil virtual
Un operador de red inalámbrica virtual, operador móvil virtual u OMV (en inglés: Mobile Virtual Network Operator, abreviado MVNO) es una compañía de telefonía móvil que no posee una concesión de espectro de frecuencia, y por tanto carece de una red propia de radio. Para dar servicio, debe recurrir a la cobertura de red de otra empresa (o empresas) con red propia (un Operador Móvil con Red, u OMR) con la(s) que debe suscribir un acuerdo.
Los OMV existen como figura comercial en un gran número de países de Europa —destacando España, el Reino Unido y los países escandinavos en cuanto a cantidad y antigüedad de OMV existentes—, Canadá, Estados Unidos, Australia, Chile, Colombia y México. En principio, pueden operar en cualquiera de las tecnologías de telefonía móvil existentes, como GSM, UMTS o CDMA2000, dado que su existencia está ligada a un factor comercial más que tecnológico.

## Tipos de operadores móviles virtuales
Los papeles y la relación de un OMV con la operadora móvil propietaria de la red, llamada operador móvil de red (OMR), varían según la situación comercial del mercado y la regulación legal del país donde operen. En general, un OMV es una entidad independiente de la operadora con red que le da el servicio, lo que le permite fijar sus propias tarifas.
Por definición, un OMV no dispone de ninguna infraestructura de radio, al no tener autorización legal para prestar este servicio. Así, ningún OMV dispondrá de estaciones base propias, dando servicio al cliente las del OMR correspondiente.
Sin embargo, en cuanto al resto de infraestructura las cosas pueden ser distintas.
Generalmente los OMVs no poseen ninguna infraestructura de red o radio más allá de la elaboración de tarjetas SIM, que en muchos casos incluso llevan el código de red de su OMR o uno específico para sus revendedores. Si un OMV depende completamente de su OMR, se le denomina por lo general OMV prestador de servicio (en inglés: service provider MVNO), dado que lo único que hace es poner su marca en las tarjetas SIM y realizar labores comerciales, careciendo absolutamente de elementos de red. Son el tipo de OMV más abundante.
Otros OMV pueden disponer de departamentos técnicos propios; según el operador virtual en particular, puede poseer su propio registro de localización (en tecnología GSM, denominado HLR) o un centro de conmutación de telefonía móvil (MSC). Esto permite al operador virtual gozar de mayor flexibilidad, puesto que le autoriza para cambiar de prestador de red en el futuro o incluso utilizar varias redes diferentes en un mismo país. Igualmente, y según el grado de independencia del operador virtual, podría disponer de departamentos de facturación. A los OMV que disponen de sus propios elementos de red se les llama genéricamente OMV completo (en inglés, full MVNO).

### Los MVNE
Un habilitador de redes móviles virtuales (en inglés: mobile virtual network enabler, MVNE) es una empresa que suministra servicios a los OMV como facturación, aprovisionamiento, administración, etc. Los MVNE actúan de intermediarios entre los operadores móviles con red y los operadores móviles virtuales, ofreciendo a éstos todo el apoyo técnico y de consultoría para que puedan centrarse en el negocio.
Las dos principales motivaciones por las que los OMV deciden contratar los servicios de un MVNE son la reducción del time to market y de la complejidad operativa a la que deben hacer frente.

## Situación por países

### Argentina
Argentina tiene oficialmente cuatro operadores móviles, los cuales tienen licitados sus correspondientes porciones del espectro radioeléctrico para operar: Claro (América Móvil), Movistar (Telefónica de Argentina), Nextel (NII Holdings Inc.) y Personal (Telecom Argentina). Además, una quinta parte del espectro es propiedad desde 2013 de AR-SAT, una empresa del Estado argentino, que comenzará a operar bajo la marca Libre.ar en un futuro, ya que no posee una red de infraestructura propia. Dicha porción fue adjudicada luego de la devolución de Telefónica de Argentina del espectro de Movicom, luego de la fusión con Unifón (actual Movistar).
Existen en la actualidad cuatro operadores móviles virtuales con licencia emitida por la ENACOM: Nuestro (Federación de Cooperativas del Servicio Telefónico de la Zona Sur Limitada), conformada por cooperativas en 2009 y utilizando la infraestructura de Telecom Personal;, Virgin Mobile que no se encuentra operativo pero tiene licencia para poder dar servicios, Telecentro y Última Milla;, empresa argentina con base en Mendoza que lanzaría sus servicios a fines del 2017.
Si bien Tuenti fue señalado como un OMV de Telefónica, estrictamente no es así, ya que funciona solamente como una segunda marca de la misma empresa.

### Chile
En Chile existen cuatro operadores móviles con infraestructura de redes propia (OMR): Entel Chile, Claro Chile, Movistar Chile y WOM.
Además cuenta con varios operadores móviles virtuales (OMV): Dotcom, operador de comunicaciones IP, permitió un rápido despliegue e integración, aplicando un modelo intermedio entre Full OMV y Reseller, con la ventaja de conocer en línea el tráfico de sus usuarios pudiendo ofrecer soluciones de prepago, para los servicios de voz, datos y SMS. GTD Móvil, del Grupo GTD (Telsur), es el primer operador móvil virtual masivo del país. Junto con la anterior, Virgin Mobile Chile, comenzó sus operaciones en abril del 2012, y al igual que Dotcom, VTR y GTD Móvil, utiliza la infraestructura de Movistar Chile para ofrecer cobertura en todo el país. También está presente 3Genesis, perteneciente a SONDA S.A., red enfocada al mundo evangélico, que utiliza la infraestructura de Claro Chile, ofreciendo servicios de telefonía móvil y servicios de Internet móvil. A principios de 2012, Falabella Móvil de Falabella fue autorizada por la Subtel y comenzó sus operaciones en 2013 tras firmar un acuerdo con Entel Chile para utilizar su infraestructura de redes. A mayo de 2012, había 30 empresas que solicitaron licencia. En 2013 se encontraban las empresas Netline, desde marzo de 2015 la empresa Simple y desde 2020 la empresa Mundo Móvil.
En Chile hay oficialmente más líneas de teléfono móvil que habitantes, se estima que hay 30 millones de teléfonos móviles. 
Desde 2019 hay más clientes con plan de contrato que prepago.
Chile en el año 2016 se convirtió en el primer país de la región en estrenar LTE Advanced (4G+) mejorando considerablemente la velocidad.

#### Antiguos operadores móviles virtuales
- Falabella Móvil (2013-2018)
- Netline
- Gedeón Telecomunicaciones, Gtel (Netline)
- 3Genesis (SONDA S.A.)
- Colo‑Colo
- Dotcom
- Simple (2015-2023)

### Colombia

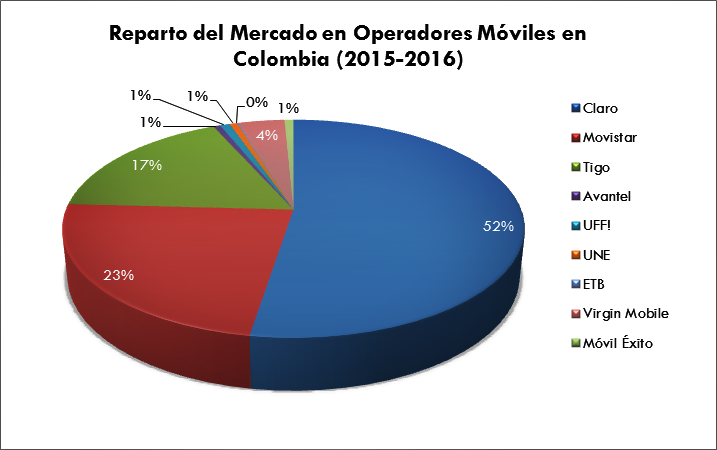
Reparto del mercadeo Colombiano el número total de usuarios con telefonía móvil, según datos periodo (2015-2016) Fuente: Comisión de Regulación de Comunicaciones CRC

En Colombia existen 16 operadores móviles virtuales: Móvil Éxito (de Almacenes Éxito), Liwa Mobile, Flash Mobile, LOV Telecomunicaciones, Conectame, Mega Móvil y Grupo Suma Móvil (que integra a Kalley Móvil, Sip Móvil, Comunicamos Más, iYo Móvil (Publicidad Voz a Voz y plan de incentivos), Wings Mobile, Unicorn Mobile, Masmobile y Superlink). Estos sobre la red de Tigo-Une.
Virgin Mobile, sobre la red de Movistar Colombia. Colombia es el segundo país de Sudamérica que adquiere los servicios de Virgin Mobile después de Chile.
HVMovil sobre la red de Avantel Colombia, el cual ya no opera. 
Buenofon era otro OMV, pero, este ya no opera debido al cierre de los almacenes Justo y Bueno.
Desde noviembre de 2010 a julio de 2018 operó Uff Móvil como OMV sobre la red de Tigo.
Desde el año 2017 el operador Scarlet anunció la llegada al país, planes que no se han concretado.
UNE y ETB en su momento prestaban servicios de OMV bajo la infraestructura de Tigo, pero después de darse la fusión de Tigo con UNE y de que ETB se convirtiera en un operador móvil con infraestructura estos dejaron de ser OMV. Sin embargo ETB aún usa la red de Tigo para dar conectividad 2G y 3G dado que solo cuenta con infraestructura LTE (4G).
Actualmente[¿cuándo?] todos los OMV, ofrecen el servicio de 4G sobre tecnología LTE.

### España

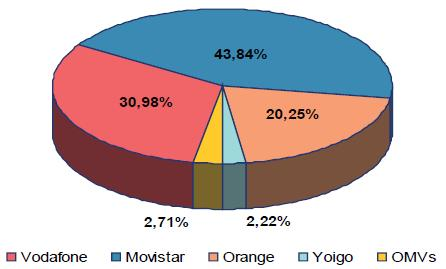
Reparto del mercado español por número total de líneas personales, según datos de abril de 2009. Fuente: CMT.

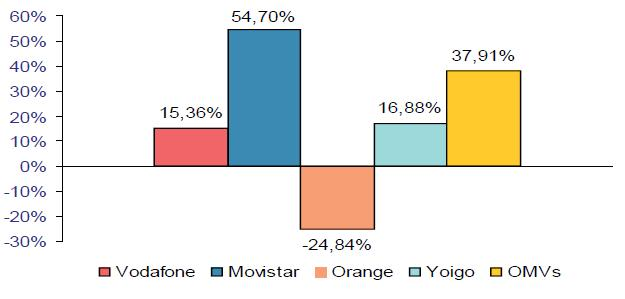
Aumento del mercado español por número total de nuevas líneas personales, según datos de agosto de 2009. Fuente: CMT.

La regulación en España de este sector procede de la Orden Ministerial CTE/601/2002 y la medida propuesta por la CMT, los operadores móviles virtuales tendrán acceso a las redes de telefonía móvil -Movistar, Vodafone, Orange y Yoigo- y pueden ofrecer servicios a los usuarios finales con su propia marca.
La decisión de la CMT de abrir forzosamente el mercado a los operadores virtuales fue contestada por Telefónica, el operador dominante, en forma de recurso administrativo. Este recurso fue desestimado por la Sala de lo Contencioso-Administrativo de la Audiencia Nacional en enero de 2009, confirmando la legalidad de los OMV e insistiendo en el carácter de "oligopolio estrecho" del mercado de telefonía móvil español.
La inmensa mayoría de los operadores virtuales españoles se ha centrado en la reducción del precio, y algunos se han especializado en nichos de mercado como los inmigrantes (llamadas internacionales más económicas) o el acceso a Internet. Dieciocho meses después de la salida al mercado del primer operador, su cuota de mercado conjunta se situaba en el 1,5 % del total de líneas móviles.
| Operadora | Exportados (perdidos) | Importados (ganados) |
| --------- | --------------------- | -------------------- |
| Movistar  | 105 092               | 72 041               |
| Vodafone  | 149 341               | 119 535              |
| Orange    | 119 823               | 100 134              |
| Yoigo     | 135 175               | 157 642              |
| OMVs      | 48 468                | 108 520              |

#### Historia
Algunas fuentes señalan a Euskaltel Móvil como el primer operador móvil virtual en España, dado que en 1999 comenzó a ofrecer servicio en el País Vasco con cobertura de red de Amena (posteriormente, Orange España). Sin embargo, en aquel momento operaba bajo un acuerdo comercial particular entre ambas empresas, dado que no existía reglamentación específica para los OMV. Aun así, un gran número de empresas esperaban operar en este sector ya desde el verano de 2001, fecha en que ya se esperaba la entrada en vigor de una nueva normativa.
Hizo falta la intervención de la Comisión Europea, según la cual la CMT ha demostrado que los operadores españoles con red propia (principalmente los tres primeros, de implantación anterior) mantienen una posición colectiva de dominio en el mercado para el acceso y origen de llamadas, para poner en marcha este mercado tras muchos retrasos. Así, en 2006 la Comisión autorizó a la CMT a obligar a los operadores existentes a alquilar sus redes. Sin embargo, una vez forzada la apertura del mercado, y con Reinaldo Rodríguez como presidente de la CMT, se mantuvo una apuesta por la libre negociación entre operadoras de telecomunicaciones para establecer el precio del uso de las redes actuales por parte de los OMV, en lugar de imponer un modelo más intervencionista de regulación del precio.
Tras el cambio de reglamentación, el primer operador virtual "puro" en lanzar comercialmente sus servicios fue Carrefour Móvil el 27 de octubre de 2006. A este le siguió Euskaltel, que rompió sus acuerdos con Orange para ofrecer un servicio de telefonía móvil independiente, y poco después aparecieron Happy Móvil, de las tiendas The Phone House, y Lebara.
MovilDIA y Eroski Móvil, operadores virtuales de la cadena de supermercados Dia y de Eroski, respectivamente, ya están en el mercado, así como Pepephone (Grupo Globalia). El 30 de enero de 2008 inició su actividad Simyo, del grupo neerlandés KPN (adquirida posteriormente por Orange) y un poco más tarde lo hizo MÁSmovil, el único operador independiente de España. En diciembre de 2010 apareció Tuenti, operador que surgió de la red social homónima y que pertenece a Telefónica.
Viva Mobile es otra marca del grupo Euskaltel que pretende expandirse por España (siendo una marca paralela a la propia de telefonía móvil Euskaltel).
Jazztel Móvil, perteneciente a la operadora del mismo nombre, inició su actividad en 9 de junio de 2008.
Existe también Lycamobile.
LCR Móvil obtuvo su licencia de operador móvil virtual en 2012.[cita requerida]
ONO io, Simyo, Tuenti, Jazztel Móvil, MÁSmovil y Pepephone fueron los primeros en ofrecer conexión a Internet móvil.[cita requerida]

### México
Durante años en México este mercado no fue explotado debido a la ausencia de un marco regulatorio que permitiera a las autoridades emitir el permiso necesario para que una empresa actúe como OMV. En 2007 la compañía Maxcom obtuvo el permiso de la COFETEL para actuar como OMV, ofreciendo el servicio de telefonía celular por medio de la red de Movistar México. Megacable inició operaciones en 2011 a su servicio MegaCel con red de Movistar México la misma red que usa Maxcom. En 2014 y 2015, iniciaron operaciones otros 5 OMV; Virgin Mobile, Tuenti, Maz Tiempo/Zonda Mobile, Cierto/Ekofon Móvil, Weex y QBOCel, todas a través de la red de Movistar México.
Más compañías telefónicas fijas (como Marcatel y Bestel, propiedad de Televisa), tiendas de Autoservicio (WalMart, Coppel y Chedraui), y otras prestadoras de servicios como Televisión por Cable (Izzi, antes Cablevisión, también propiedad de Televisa), LycaMobile México, entre otras, están planteando la posibilidad de brindar servicios de telefonía móvil como OMV, siendo las mencionadas, compañías que operarán la red de Movistar, al igual que ya lo hacen las 7 primeras. (Movistar informó en su reporte del 3.er trimestre del 2014, el acuerdo celebrado y firmado con la cadena de consumo, para proveerle de infraestructura y convertirse en Operador Móvil Virtual).

Actualmente UNEFON, quien fue el 4° Operador en existir en México, es una OMV de AT&T, al no contar más con frecuencias ni licencias, actualmente AT&T es la controladora de Unefon.
Telcel, de América Móvil, cuenta con varias OMV en servicio, llamados ALÓ, Megatel, Bueno Cell, FreedomPop, Neus Mobile y actualmente se asoció con las cadenas de tienda OXXO para crear Oxxo Cel y con la compañía Fintech Miio que lleva el mismo nombre, esto una división de Telcel, similar a la operación de Tuenti, que va orientada al mercado de bajo consumo. Así mismo, ya cuenta con convenio con Axtel y Elektra para proveer de servicios.
La legislación actual contempla a estos nuevos operadores pero está siendo ajustada para poder flexibilizar la competencia del mercado mexicano así como una mayor variedad de empresas de telefonía móvil para el consumidor y tarifas más competitivas y en algunos casos más económicas que los actuales operadores brindan a sus usuarios.
Como resumen, Movistar cuenta con 7 OMV (iniciando desde 2008) y en pláticas tiene 6 más para comenzar a comercializar sus servicios, Telcel tiene activo 1 y 2 en proceso de lanzar operaciones en un lapso promedio de 1 año y, Grupo Iusacell cuenta con 1.
En septiembre de 2020 Haz Innovación Telemática dejó de darle soporte a Cierto aparte de su acuerdo con Movistar para usar su red estaba por finalizar y por consiguiente no decidieron renovarlo, esto fue porque decidieron apostar por tener su OMV con la infraestructura de Altan Redes el cual es Gurúcomm, desde ese entonces Cierto fue descontinuado y ComparTfon siguió estando presente en el mercado para los usuarios de Compartamos Banco pero esta vez con la infraestructura de Telcel.

#### Listado de OMV en México
A continuación se muestra un listado de las Operadoras Móviles Virtuales en México, la mayoría de las siguientes empresas operan bajo la red de Altan Redes.

##### OMV con red deMovistar
| - Flash Mobile - Helppy - Her Mobile - QBOcel | - Simpati - Tokamóvil - Virgin Mobile - Weex Mobile |

##### OMV con red deTelcel
| - Bueno Cell - ComparTfon - FreedomPop - Maxsaldo | - Miio - NEUS Mobile - OUI Móvil - OXXO Cel - Soriana Móvil |

##### OMV con red deAT&T
- IZZI Movil[34]
- Red Águila[35]
- Sky Celular [36]
- UNEFON
- Yo México (Antes Yo Telco)[37]

##### OMV con red deAltán Redes
| - Altcel - 021 MyMobile - Abib - Abix Telecom - Addinteli - AlmaTel - Altcel Conecta2 - Arlonet - Atom Inovatec - Axios Mobile - BAIT - Beneleit Móvil - Biencel - Bicufon - Bigcel - Blue Telecomm - Bromovil - Celfi - CFE TEIT - Chuliphone - Cuentacon - Cool Mobile - Crecer Móvil - Dalefon - Dialo - DIRI - Easter Egg - EXiS - FTE Mobile - G Movil - Gamers Mobile - GugaCom - GurúComm | - IENTC - IHNTER - InterLinked - INTEN Móvil - InXel - Jesner Móvil - JR Móvil - Maifon - Maya Móvil - Mega Móvil - MexFon - Mi Móvil - MMX Movil - moBig - MONET Móvil - Moviloop - Mover-T Móvil - Naby - NEMI - Newww - Netwey - Nox Móvil - Ocean Móvil - Othisi Mobile - OXIO | - PILLOFON - Retemex - Red Potencia - Redphone - Redi - Rincel - REX Móvil - Sfon - Six Móvil - Space Móvil - Team Vox - Telgen - Telmovil - Tricom - TurboRed - Ultracel - ValorTelecom - Vasanta - ViralCel - Wimo - Wik - Wiwi - Zontec |

##### Participación de mercado de OMV en México
Según el Instituto Federal de Telecomunicaciones de México, del total de los usuarios de servicios de telefonía móvil en el país, las OMV tienen el 7.7% al segundo trimestre de 2023 (que representan 10.5 millones de usuarios), segmentados de la siguiente manera:
- BAIT (Grupo Walmart): 4.12%
- FreedomPop: 1.09%
- Virgin Mobile: 0.60%
- OUI Móvil (Grupo Salinas): 0.57%
- Mega móvil: 0.30%
- Newww: 0.22%
- IZZI (Grupo Televisa): 0.18%
- DIRI Movil: 0.13%
- Flash Mobile: 0.12%
- Beneleit Movil: 0.10%
- Rocketel: 0.09%
- Weex Mobile: 0.06%
- Rincel (Marketing 358): 0.03%
- Wimotelecom: 0.03%
- Otros OMV: 0.01%

### Perú
Perú actualmente tiene 4 operadores móviles con infraestructura de redes propia: Claro (Perú), Movistar (Perú), Entel Perú y Bitel.
Virgin Mobile entró al Perú utilizando la infraestructura de Movistar, como ya lo hizo en Chile, Colombia y México. Duró 13 meses entre 2016 y 2017. Falabella móvil intentó reptir los pasos junto a Tuenti.